# ボナパルティズム
ボナパルティズム（フランス語: Bonapartisme）とは、本来の意味は、ナポレオン・ボナパルト（ナポレオン1世）によるフランス第一帝政の崩壊以後に活発化した政治運動で、国民の支持でフランスの支配者に選ばれたナポレオンとその一族を再びフランス皇帝に据えようとする運動を指す。ボナパルト家支持者たちはボナパルティスト(Bonapartiste)と呼ばれる。
より広い意味では、革命運動を強権でもって弾圧しようとする権威主義的・反動的な運動一般のことを指す。

## 狭義のボナパルティズム

### ボナパルティズムの思想
ボナパルティズムの思想は、フランス革命の打ち立てた原則を、ナポレオンの帝政支配に合うように適用しようというものである。ブリュメールのクーデターを企てた人々は、共和政ローマで強力な支配を打ち立てたユリウス・カエサルを理想とし、革命後のフランスに秩序と国家の栄光をもたらすために、カリスマ性が高く軍人や国民に人気の高いナポレオン・ボナパルトをかつぎあげ、クーデター続きの総裁政府を倒して執政政府を建て、ナポレオンを第1コンスル（第1執政）とした。
対外的には軍事的勝利をおさめ、内政面では政治・経済・宗教上の安定をもたらしたナポレオンはフランス革命を否定せず、革命の先駆者たちを信奉し敬意を払ったが、その政治体制は独裁的であり、直接かつ個人的な支配をフランスに貫徹させようとした。王党派の相次ぐテロの中でその独裁色は強まり、やがて軍人や自作農・小規模ブルジョワジーを中心とする、フランス革命の継続を支持する国民からの人気を背景に、国民投票によりナポレオンは皇帝に即位した。
第一帝政崩壊以後のボナパルティストの思想は、このナポレオン時代の実践を基礎とする。王党派のように革命前のアンシャン・レジームに戻すことを支持せず、さりとて革命直後のジャコバン派による恐怖政治に戻ることもよしとせず、自由や法の下の平等などといったフランス革命の肯定的な部分を維持しつつ、国民の支持により選ばれた皇帝による強力な秩序を必要とし、能力のすぐれたエリートを集めて中央集権的な政府を作り、フランスの栄光を内外に実現させることがその主張である。第一帝政や第二帝政のシンボルとして、奉仕、自己犠牲、社会への忠誠などを象徴するミツバチが使われた。

### ボナパルティストの活動
ボナパルティストには、ナポレオン1世が失脚直後から百日天下、そしてセントヘレナ島流罪とナポレオンが生存していた頃のナポレオン支持者も含める。ナポレオン支持者はナポレオン戦争終息後、復古王政下のフランスで王党派からの迫害を受けた（白色テロ）。流罪となってもナポレオン支持者の復位の策謀があったが、ナポレオンは復位を拒んだ。
ボナパルティズム運動の実質は、ナポレオン1世の死後から始動する。運動の初期は、ナポレオン1世の嫡子でローマ王だったナポレオン2世の擁立に向けられたが、1832年に死去したため、ナポレオン1世の弟ルイ・ボナパルトの子ルイ＝ナポレオン・ボナパルト（ナポレオン3世）を宗主として仰いだ。ルイ＝ナポレオンは1840年、7月王政期のフランスでクーデターを起こしたが、この時は失敗した。
この運動は、第二共和政下でのルイ＝ナポレオンの大統領就任、クーデターを経て、1852年の第二帝政成立に結実した。第二帝政崩壊後の第三共和政下では、ボナパルティストはナポレオン3世の皇太子であったナポレオン・ウジェーヌ・ルイ・ボナパルト（ナポレオン4世）に望みを賭けたが、同じような保守派でも、立憲君主制を志向し人民主権や自然権は認めるオルレアン家のルイ・フィリップ1世の一族を推すオルレアニスト（オルレアン派）や、革命も帝政も否定しアンシャン・レジームへの復帰を求め、シャルル10世の直系、その断絶後はスペイン・ブルボン家の王族を推すレジティミスト（正統派）と競合することになった（オルレアニストとレジティミストは王党派と総称されるが、共にカペー家の流れを汲む一族を支持しており、歴史的正統性は高かった）。自由主義者からはレジティミストのような極端な王党派は嫌悪されたが、その一方でボナパルティストも民主主義を標榜しながら結局は政治的自由を抑圧する独裁体制を正当化するものとみなされた。
1879年のナポレオン・ウジェーヌ・ルイの死後は、ボナパルト家支持者という意味でのボナパルティズムは有力な政治運動ではなくなっている。ただこの狭義においてのボナパルティズムは20世紀まで続き、特にナポレオンの生地コルシカ島の各市の市長にはボナパルト派と呼ばれる人物が存在していた。

### フランス帝位請求者（1814年以後）
| 肖像 | 名前                                                                                         | 生没年                        | 付記                                                                                            |
| ---- | -------------------------------------------------------------------------------------------- | ----------------------------- | ----------------------------------------------------------------------------------------------- |
|      | "ナポレオン1世" （ナポレオン・ボナパルト） 1814年4月11日 - 1821年5月5日                      | 1769年8月15日 - 1821年5月5日  |                                                                                                 |
|      | "ナポレオン2世" （ナポレオン・フランソワ・ボナパルト） 1821年5月5日 - 1832年7月22日          | 1811年3月20日 - 1832年7月22日 | ローマ王。ナポレオン1世の長男。                                                                 |
|      | "ジョゼフ・ナポレオン1世" （ジョゼフ・ナポレオン・ボナパルト） 1832年7月22日 - 1844年7月28日 | 1768年1月7日 - 1844年7月28日  | スペイン王。ナポレオン1世の兄。                                                                 |
|      | "ルイ1世" （ルイ・ナポレオン・ボナパルト） 1844年7月28日 - 1846年7月25日                     | 1778年9月2日 - 1846年7月25日  | ホラント王。ナポレオン1世の弟。                                                                 |
|      | "ナポレオン3世" （シャルル・ルイ＝ナポレオン・ボナパルト） 1846年7月25日 - 1873年1月9日      | 1808年4月20日 - 1873年1月9日  | フランス大統領。ルイ1世の三男。                                                                 |
|      | "ナポレオン4世" （ナポレオン・ウジェーヌ・ルイ・ボナパルト） 1873年1月9日 - 1879年6月9日     | 1856年3月17日 - 1879年6月9日  | ピエルフォン公。ナポレオン3世の息子。                                                           |
|      | "ナポレオン5世" （ナポレオン・ヴィクトル・ボナパルト） 1879年6月9日 - 1926年5月3日           | 1862年7月18日 - 1926年5月3日  | ナポレオン公。ルイ1世の弟ジェロームの孫。                                                       |
|      | "ナポレオン6世" （ルイ・ジェローム・ボナパルト） 1926年5月3日 - 1997年5月3日                 | 1914年1月23日 - 1997年5月3日  | ナポレオン公。ナポレオン5世の息子。息子シャルルではなく孫ジャン・クリストフを後継者に指名した。 |
|      | "ナポレオン7世" （シャルル・ナポレオン・ボナパルト） 1997年5月3日 -                          | 1950年10月19日 -              | ナポレオン公。ナポレオン6世の長男。当主の座をめぐって息子と競合している。                       |
|      | "ナポレオン7世" （ジャン・クリストフ・ナポレオン・ボナパルト） 1997年5月3日 -                | 1986年7月11日 -               | シャルルの長男。当主の座をめぐって父と競合している。                                            |

## 広義のボナパルティズム
より広い意味では、革命運動を強権でもって弾圧しようとする権威主義的・反動的な運動一般のことを指す。ボナパルティズムという用語を最初にこの意味で用いたのは、フランス第二帝政の成立を同時代人として目撃し、これを批判したカール・マルクスであった。マルクスは、第二帝政やナポレオン3世に対し、
と辛辣な評価を下している。以後、発展段階史観的な視点に立つ者にとっては、「勃興するプロレタリアートと旧来の支配的勢力たるブルジョアジーとの間で勢力均衡が生じ、いずれもが国家体制に対するヘゲモニーを握れない状況下で、その双方に対して自立的な強権を振るう、自作農民など中間層を基盤に持つ権威主義的な国家権力が、一時的に発生する現象」と、ボナパルティズムを普遍化して解釈するようになった。その意味ではブルジョワ国家の最終段階とされるが、実際はブルジョアジーの上昇期に出現し、人民投票や普通選挙など民主主義要因を含む独裁制という特異な近代の権力形態の一つである。
ソ連時代のロシアではより単純に、軍事力によって共産主義体制の転覆を目指す活動全般を（半ばレッテル貼り的な用法で）指していた。スターリン時代にはミハイル・トゥハチェフスキー、ゲオルギー・ジューコフら、有力で高名な赤軍の指導者、軍事英雄たちがボナパルティストとして槍玉に挙げられた。生来、猜疑心の強いスターリンは、赤軍内部に多数のボナパルティストが潜伏しているものと頑なに信じ込み、そのことが赤軍大粛清の原因にもなった。
今日ではボナパルティズムは（少なくとも歴史学の上では）あくまで近代フランス史上の特定状況下で発生した現象として分析されるようになっている。しかし、マルキシズムの系譜を引く政治思想に基づいて革新運動を行う団体や個人は、しばしば今日でも、当世の国家権力による強権発動と彼らがみなした現象を、プロレタリアートとブルジョアジーの均衡状況が発生したが故の一時的な現象と解釈する。そして、プロレタリアートの権力掌握に向けて直ちに克服すべき性格の国家権力が出現したとして、権力批判のプロパガンダに多用する傾向がある。
なお、古典的な意味ではドイツ帝国のヴィルヘルム1世とビスマルクの二頭政治もボナパルティズムに分類される。